# Microcosm (album)
Microcosm è il sesto album discografico del gruppo musicale giapponese j-pop Flow, pubblicato il 16 giugno 2010 dalla Ki/oon Records. Il disco ha raggiunto la nona posizione degli album più venduti in Giappone.

## Tracce
1. -ECHOES-
2. CALLING
3. SIGN
4. UNION
5. ATMOSPHERE
6. PLANETARIUM
7. -CORE-
8. FREEDOM
9. ENEMY
10. SOUL RED
11. LUNA
12. TONIGHT
13. AMBIENCE
14. TO-O-KU-E
15. -F.O.E-